# Psilurus
Psilurus là một chi thực vật có hoa trong họ Hòa thảo (Poaceae).

## Loài
Chi Psilurus gồm các loài: